# We Are Not Your Kind
 (octobre 2019).
Albums de Slipknot
Day of the Gusano (en)
(2017) The End, So Far
(2022)
Singles
1. Unsainted
Sortie : 16 mai 2019
2. Solway Firth
Sortie : 22 juillet 2019
3. Birth of the Cruel
Sortie : 5 août 2019
4. Nero Forte
Sortie : 16 décembre 2019

We Are Not Your Kind est le sixième album studio du groupe de nu metal américain Slipknot, sorti le 9 août 2019.

## Liste des titres
Toutes les chansons sont écrites et composées par Slipknot.
| 1.    | Insert Coin             | 1:38 |
| 2.    | Unsainted               | 4:20 |
| 3.    | Birth of the Cruel      | 4:35 |
| 4.    | Death Because of Death  | 1:20 |
| 5.    | Nero Forte              | 5:15 |
| 6.    | Critical Darling        | 6:25 |
| 7.    | A Liar's Funeral        | 5:27 |
| 8.    | Red Flag                | 4:11 |
| 9.    | What's Next             | 0:53 |
| 10.   | Spiders                 | 4:03 |
| 11.   | Orphan                  | 6:01 |
| 12.   | My Pain                 | 6:48 |
| 13.   | Not Long for This World | 6:35 |
| 14.   | Solway Firth            | 5:56 |
| 63:29 |                         |      |

| 15. | All Out Life | 5:40 |

## Classements hebdomadaires
| Classement (2019)                      | Meilleure position |
| -------------------------------------- | ------------------ |
| Allemagne (Media Control AG)           | 2                  |
| Australie (ARIA)                       | 1                  |
| Autriche (Ö3 Austria Top 40)           | 3                  |
| Belgique (Flandre Ultratop)            | 1                  |
| Belgique (Wallonie Ultratop)           | 1                  |
| Canada (Canadian Albums Chart)         | 1                  |
| Danemark (Tracklisten)                 | 7                  |
| Écosse (OCC)                           | 1                  |
| Espagne (Promusicae)                   | 6                  |
| États-Unis (Billboard 200)             | 1                  |
| États-Unis (Billboard Top Rock Albums) | 1                  |
| Finlande (Suomen virallinen lista)     | 1                  |
| France (SNEP)                          | 2                  |
| France (SNEP Ventes)                   | 1                  |
| Irlande (IRMA)                         | 1                  |
| Italie (FIMI)                          | 3                  |
| Norvège (VG-lista)                     | 3                  |
| Nouvelle-Zélande (RIANZ)               | 2                  |
| Pays-Bas (Mega Album Top 100)          | 2                  |
| Portugal (AFP)                         | 1                  |
| Royaume-Uni (UK Albums Chart)          | 1                  |
| Royaume-Uni (UK Rock and Metal Chart)  | 1                  |
| Suède (Sverigetopplistan)              | 4                  |
| Suisse (Schweizer Hitparade)           | 2                  |

## Certifications
| Pays                  | Certification | Unités certifiées |
| --------------------- | ------------- | ----------------- |
| Autriche (IFPI)       | Or            | 7 500             |
| Canada (Music Canada) | Or            | 40 000            |
| Royaume-Uni (BPI)     | Or            | 100 000           |

## Personnel
- (#8) Corey Taylor – chants
- (#7) Mick Thomson – guitare
- (#4) James Root – guitare
- (#6) Shawn "Clown" Crahan – percussions, chœurs
- (#3) Chris Fehn – percussions, chœurs
- (#5) Craig Jones – samples, clavier
- (#0) Sid Wilson – platines, clavier
- Jay Weinberg – batterie
- Alessandro Venturella – basse, piano, synthétiseur